# Olympische Sommerspiele 2008/Teilnehmer (Kuwait)
| Gelbes Symbol für Goldmedaillen mit stilisierten Olympischen Ringen | Graues Symbol für Silbermedaillen mit stilisierten Olympischen Ringen | Braundes Symbol für Bronzemedaillen mit stilisierten Olympischen Ringen |
| ------------------------------------------------------------------- | --------------------------------------------------------------------- | ----------------------------------------------------------------------- |
| —                                                                   | —                                                                     | —                                                                       |

Kuwait war mit der Teilnahme an den Olympischen Sommerspielen 2008 in Peking insgesamt zum 11. Mal bei Olympischen Spielen vertreten. Die erste Teilnahme war 1968.

## Teilnehmer nach Sportarten

### Judo
- Talal al-Enezi
Männer, Klasse bis 100 kg

### Leichtathletik
- Mohammad al-Azemi
Männer, 800 Meter
- Ali Mohamed al-Zankawi
Männer, Hammerwerfen

### Schießen
- Zaid al-Mutairi
Männer, Skeet
- Abdullah al-Rashidi
Männer, Skeet
- Naser Meqlad
Männer, Trap

### Schwimmen
- Mohammad Madwa
Männer, 50 Meter Freistil

### Tischtennis
- Ibrahem al-Hasan
Herreneinzel